# Harry Kessler

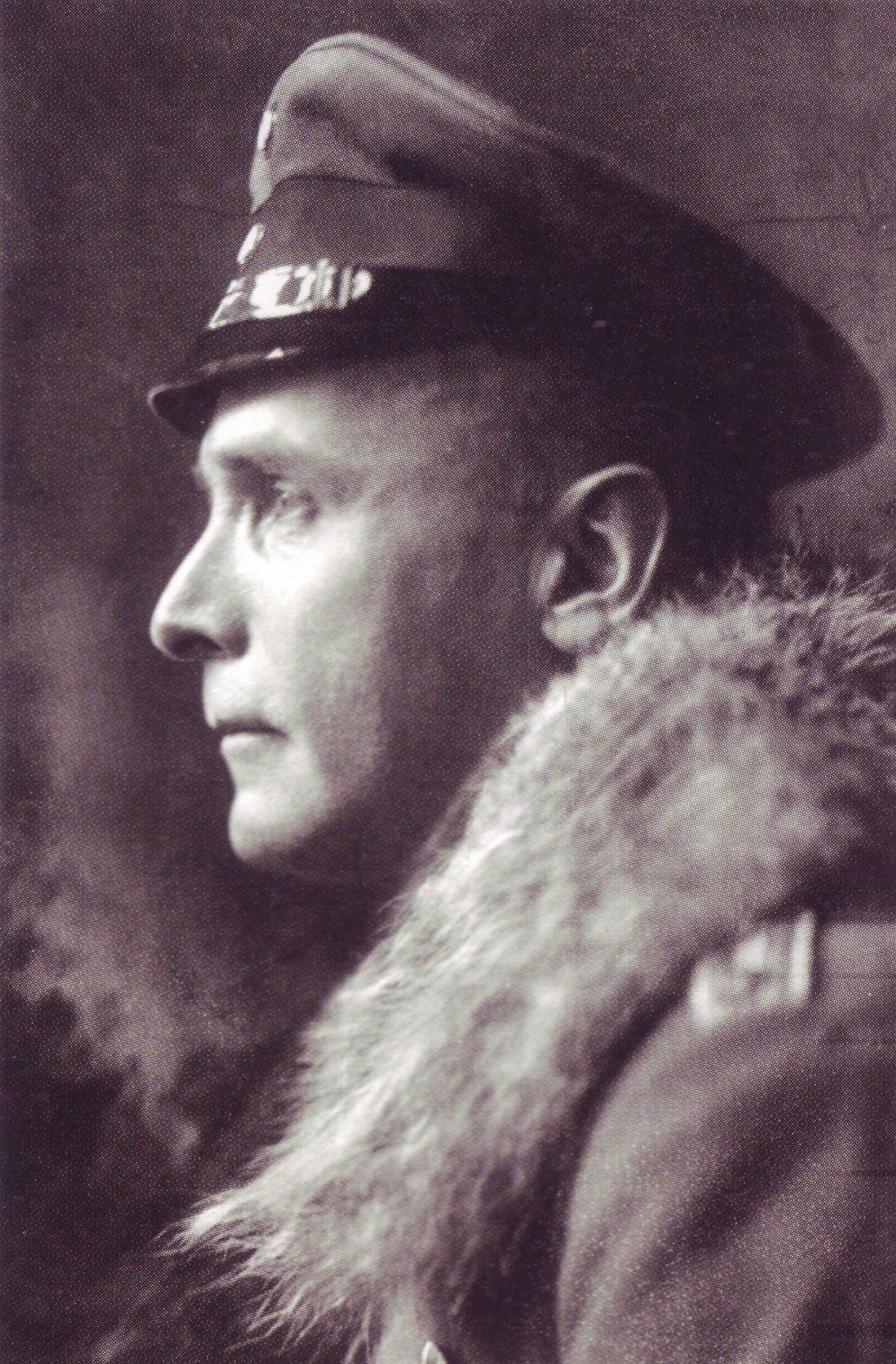
Harry Graf Kessler, Foto Rudolf Dührkoop (1917)

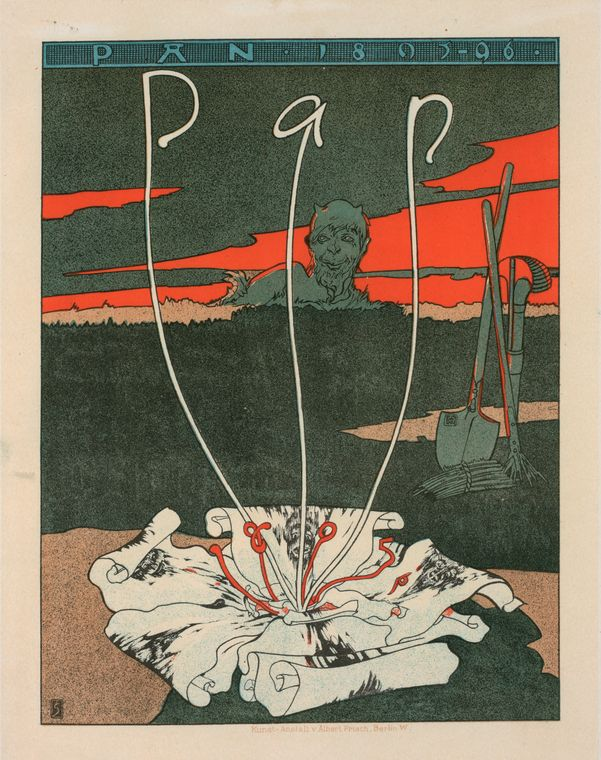
Boekomslag Pan 1896 door Joseph Sattler

Harry Clemens Ulrich von Kessler, ook Harry Graaf Kessler, (Parijs, 23 mei 1868 – Lyon, 30 november 1937) was een Duitse kunstverzamelaar, museumdirecteur, schrijver, publicist, politicus, diplomaat en pacifist.

## Leven
Kessler groeide, als zoon van Adolf Wilhelm Kessler (24 november 1838 - 22 januari 1895), een Duitse bankier, en Alice Harriet Blosse-Lynch (17 juli 1844 - 19 september 1919), een Ierse, op in Frankrijk, Engeland en Duitsland. Later heeft hij altijd aangegeven zich een echte Europeaan te voelen.
Kessler werd eerst opgeleid in Parijs en vervolgens, vanaf 1880, in een internaat in Ascot, Engeland. Naar vaders wens schreef hij zich in 1882 aan de Gelehrtenschule des Johanneums in Hamburg, waar hij zijn Abitur (eindexamen middelbare school) deed. Daarna trad hij toe tot het 3e Garde-Ulanen regiment in Potsdam en klom op tot de rang van legerofficier.
Kessler studeerde rechten en kunstgeschiedenis in respectievelijk Bonn en Leipzig, en had de mogelijkheid gehad, een carrière als ambtenaar te maken. In 1895 werd hij in Berlijn redacteur bij het bekende, tot 1900 bestaande,  Jugendstil-tijdschrift  PAN, waarin onder meer werk werd gepubliceerd van Theodor Fontane, Friedrich Nietzsche, Novalis en Paul Verlaine en waarin ook (wat toen nieuw was) reproducties verschenen van bekende schilders. Kessler was in die tijd ook een veelgeziene gast in de Berlijnse literaire salons.
In 1903 werd Kessler museumdirecteur van het "Museum für Kunst und Kunstgewerbe" te Weimar, dat hij tot een soort experimenteerwerkplaats maakte, met nieuwe tentoonstellingsvormen en met  modernistische kunst die in de galerieën van Berlijn en München geweerd werden. Kessler richtte in die tijd ook de Duitse Kunstenaarsbond op, die toen nog onbekende kunstenaars als Edvard Munch en Detlev von Liliencron promootte.
Kesslers hervormingen gingen verder dan alleen de beeldende kunst. Hij werkte aan nieuwe theatervormen waarbij moderne schouwburgarchitectuur en modernistisch drama hand in hand gingen. Zo werkte hij samen met zijn vriend Hugo von Hofmannsthal aan het libretto van de opera Der Rosenkavalier van Richard Strauss. Deze opera had zijn première in 1911. Ook presenteerde Kessler als eerste het concept van het boek als totaalkunstwerk, waarbij hij typografie, illustraties en inhoud nauwgezet op elkaar afstemde. Hij richtte hiertoe een 'private press' op ( de Cranachpresse) en gaf onder andere prachtige uitgaven van Goethe, Shakespeare en Vergilius uit, maar ook werken van tijdgenoten en van hemzelf. Sinds 1932 was hij (mede-)uitgever van het tijdschrift Das Freie Wort.

## Opvattingen
Kessler was een gedreven, liberaal denkende aristocraat die zich inzette voor een verenigd Europa, het pacifisme, de Volkenbond en het Nietzsche-archief. In de jaren twintig had hij als bekend publicist invloed op de politieke discussie in Duitsland en schreef hij spraakmakende essays over het gildenstelsel en de Volkenbond. In 1924 was hij mede-oprichter van de Duitse Democratische Partij (DDP). Als diplomaat in dienst van de regering, maar ook als onafhankelijk kosmopoliet en kunstpromotor, stond hij na de Eerste Wereldoorlog in contact met de grote politici, industriëlen, denkers en kunstenaars van zijn tijd: Walther Rathenau (wiens biografie hij schreef), Gerhart Hauptmann, Rainer Maria Rilke, Kurt Weill en George Grosz. Hij haalde Henry Van de Velde naar Weimar (waarmee de basis voor het Bauhaus werd gelegd), liet Josephine Baker in zijn studeerkamer dansen en was bevriend met Isadora Duncan. Hij werkte met Albert Einstein samen in de pacifistische beweging en in het theater met figuren als Richard Strauss, Hugo von Hofmannsthal en Nijinski.

## Dagboek
Kessler hield van 1880 tot aan zijn dood in 1937 een dagboek bij van zijn veelbewogen en excentrieke leven met gedetailleerde portretten van de grootheden die hij kende. In Nederland verschenen deze portretten in de reeks Privé-domein onder de titel “De dans op de vulkaan”. Daarmee werd Kessler uiteindelijk tot een van de meest fascinerende chroniqueurs van het politiek-culturele leven van de Weimarrepubliek en het Berlijn van de jaren twintig.